# 星星知我心
《星星知我心》（英語：Star Knows My Heart）是1980年代紅極一時的台灣電視公司（台視）八點檔國語連續劇，林福地製作兼導演，吳靜嫻、石安妮、方向中、胡家瑋、蘇慧倫、溫兆宇主演，葉超監製兼導播。本劇情節感人肺腑、賺人熱淚，在當時引起很大的迴響，是台灣電視史上連續劇節目的代表之一。本劇標榜絕無色情暴力、絕無怪力亂神，很適合家長與孩子共同觀賞。1983年8月15日首播，1983年10月7日結束，播出時間為每週一至週五20:00~21:00，共40集。

## 選角過程
吳靜嫻主演《星星知我心》之前，是專職歌星，並無演戲經驗。唱歌是吳靜嫻終身不渝的嗜好，《星星知我心》是她的第一部戲劇作品。在吳靜嫻主演《星星知我心》之前的某日，吳靜嫻在香港尖沙咀漢宮酒樓夜總會演唱，時任邵氏兄弟（香港）導演的林福地在台下觀賞。之後，林福地準備執導《星星知我心》，曾考慮從歸亞蕾、陳莎莉等資深演員中擇定一人扮演女主角古秋霞，但是她們不是檔期已滿、就是不符合林福地要求的風格。林福地向台視節目部人士說，他曾在香港見到一位台灣歌星，「她演唱時，眼神憂鬱，臉部悲傷表情多」，他想選她主演《星星知我心》，但是他不確定她的名字。林福地請台視節目部人士搬出台視歌星欄，台視節目部人士將歌星欄上的歌星名字一個個唱名給林福地聽，林福地終於確定她就是吳靜嫻。吳靜嫻得知自己將主演《星星知我心》，最初表示自己「不會演」；試鏡後，台視高層也反對她主演，林福地獨排眾議、堅持讓她主演。吳靜嫻跟戲半個月後才漸入佳境。2007年8月，吳靜嫻說，後來林福地告訴她，他之所以堅持讓她主演《星星知我心》，是因為：「他覺得我有一種女人愁苦傷感的表情和賢淑的氣質，與劇中人物很貼近；所以雖然當時我還沒有演過戲，他還是對我非常有信心。」

## 重播時間
| 頻道       | 所在地 | 播出日期                               | 播出時間    | 備註 |
| 台視主頻道 | 臺灣   | 1984年5月14日－1984年6月13日           | 12:25~12:55 | 本次為精華版重播，從40集 (每集60分鐘) 濃縮成27集 (每集30分鐘)。                                                                            |
| 台視主頻道 | 臺灣   | 1987年7月6日－1987年9月8日             | 13:40~14:40 | |
| 台視主頻道 | 臺灣   | 1989年12月20日－1990年3月12日          | 14:00~15:00 | |
| 台視主頻道 | 臺灣   | 1998年12月2日－1999年1月29日           | 13:00~14:00 | 本次重播是為了抗衡同樣是吳靜嫻主演的中國電視公司八點檔連續劇《新星星知我心》（播出期間：1998年12月8日至1999年1月29日），也適逢本劇15周年。 |
| 台視主頻道 | 臺灣   | 2006年在台視國際台重播，具體日期不詳。 |             | 本次重播是為了推廣台視無線數位電視頻道，台視國際台即是台視無線數位電視頻道之一。                                                           |
| 台視主頻道 | 臺灣   | 2008年3月17日－2008年5月9日            | 22:10~23:15 | 支援雙語（主聲道為台語配音，副聲道為國語原音）。本次重播是因為適逢本劇25周年，台視特地耗資新台幣上百萬元做了數位修復，畫質更清晰。         |

## 工作人員
本段以台視首播第1集時的工作人員表為準。
- 製作：台視節目部
- 監製：葉超
- 製作人：林福地
- 策劃：童亦慶
- 編劇：梵父、漁人、魯俠、曉芃
- 化妝：周玲玉、周玲完
- 服裝：邱秀專
- 陳設：李文龍
- 助理：王成立、吳炎棟、楊履康、溫慶燻
- 外景攝影：翁明電
- 攝影助理：周定國、張擎天、王蓬生
- 外景剪輯：林霑
- 特殊音效：鄧紀華
- 製作助理：王先林
- 燈光：陳澤霖
- 美術指導：林格
- 音樂指導：劉錦旺
- 副導演：劉興森
- 場記：劉希珊
- 技術指導：邱俊雄
- 助理導播：敏慧
- 導演：林福地
- 導播：葉超

## 演員
| 角色   | 演員                                | 介紹                                                     |
| 王明   | 張鵬                                | 五個小孩的父親，一場交通意外中喪生。                     |
| 古秋霞 | 吳靜嫻                              | 五個小孩的母親，罹患胃癌。                               |
| 王秀秀 | 石安妮 《星星的故鄉》成年：吳靜嫻   | 五個小孩的老大，長女，15歲，被領養後改姓梁。             |
| 王冬冬 | 方向中 《星星的故鄉》成年：劉延方   | 五個小孩的老二，長子，11歲，領養後改姓彭。               |
| 王彎彎 | 胡家瑋 《星星的故鄉》成年版：池秋美 | 五個小孩的老三，次女，9歲，領養後未改姓。                |
| 王珮珮 | 蘇慧倫 《星星的故鄉》成年版：顏鳳嬌 | 五個小孩的老四，三女，7歲，領養後改姓劉。                |
| 王彬彬 | 溫兆宇 《星星的故鄉》成年版：徐孟光 | 五個小孩的老么，次子，3歲，領養後改姓葉。                |
| 古建雄 | 韓甦                                | 五個小孩的外公，朝富和秋霞的父親。                       |
| 古朝富 | 馬如風                              | 五個小孩的舅舅，秋霞的哥哥。                             |
| 江菊英 | 郝曼麗                              | 五個小孩的舅媽，秋霞的嫂嫂。                             |
| 古連興 | 楊興                                | 五個小孩的表哥，朝富、菊英之子。                         |
| 馬小龍 | 小英哥                              | 五個小孩的表叔，王明的表弟。                             |
| 李金旺 | 魯直                                | 王明的摯友，五個小孩稱他「胖叔叔」，最疼愛彎彎。         |
| 梁圳山 | 田豐（客串）                        | 秀秀養祖父，人稱「梁爺爺」 。                            |
| 宋如南 | 莊元庸（客串）                      | 秀秀養祖母，人稱「梁奶奶」。                             |
| 彭向榮 | 崔福生                              | 冬冬養父，高雄美濃紙傘廠。                               |
| 謝阿妹 | 陶述                                | 冬冬養母。                                               |
| 彭素芊 | 林娟                                | 彭家獨生女。                                             |
| 孫太太 | 文英                                | 彭家鄰居                                                 |
| 周愛娜 | 丁也恬                              | 彎彎養母。                                               |
| 劉榜文 | 洪流                                | 珮珮養父，南投竹山養鴨人家。                             |
| 黃秀枝 | 梅芳                                | 珮珮養母，南投竹山養鴨人家。                             |
| 葉煥元 | 楊岫鳴                              | 彬彬養父，萬青、桂子的養子，玉玲的丈夫。                 |
| 郭玉玲 | 阮虔芷                              | 彬彬養母，煥元的妻子。                                   |
| 葉萬清 | 吳國良                              | 彬彬養祖父，煥元養父。                                   |
| 夏桂子 | 錢璐                                | 彬彬養祖母，煥元養母。                                   |
| 老胡   | 王成立                              | 葉家管家。                                               |
| 張媽   | 丁玫                                | 葉家奶媽。                                               |
| 小吳   | 吳炎棟                              | 葉家司機。                                               |
| 趙敏   | 呂耀華                              | 素芊男友，貨運行小開。                                   |
| 華美玉 | 吳燕                                | 趙敏母親，貨運行老闆娘。                                 |
| 卓仔   | 卓勝利                              | 貨運行員工。                                             |
| 阿琴   | 恬娃                                | 卓仔女友，梁家幫傭。                                     |
| 馬保昌 | 苗天                                | 撞死王明的肇事者，出獄後開了牛肉麵攤，並經常給王家補償。 |
| 莊振聲 | 王孫                                | 周愛娜男友。                                             |
| 醫生   | 張方霞                              | 秋霞的主治大夫。                                         |
| 老師   | 林福地（自導自演）                  | 美濃國小冬冬的老師。                                     |
| 伯伯   | 梁燕民                              | 雜貨店老闆。                                             |
| 阿坤   | 謝慶俊                              | 冬冬朋友。                                               |
| 阿生   | 林憲明                              | 冬冬朋友。                                               |

## 電視劇歌曲
| 曲別   | 歌名           | 作詞   | 作曲   | 演唱           |
| 主題曲 | 《星星知我心》 | 楊英明 | 李子恒 | 蔡幸娟         |
| 插曲   | 《念親親》     | 李子恒 | 李子恒 | 蔡幸娟、吳靜嫻 |

## 故事情節
|                                                                        | 誰無父母？誰無子女？每個人，都被父母愛過；每個人，也都無條件地，把愛給予自己的子女。 《星星知我心》，是充滿了愛的故事；更把親子之情的愛，推展到「幼吾幼，以及人之幼」的層面。我們希望：藉著這個故事的啟示，讓男女老幼，把有限的生命，都能夠分分秒秒化作愛。 這是一齣充滿了溫馨、歡笑和濃郁感情的連續劇，沒有打殺，沒有神怪，沒有色情，沒有暴力。請您放心地陪著子女們靜靜地觀賞吧。 |
| ——引自《星星知我心》第一集，播放主題曲之前，台視導播陳振中所唸的導言。 | |

本劇演述一個罹患胃癌末期的單親媽媽古秋霞 ( 吳靜嫻飾 ) 與她的子女們之間的故事。
王氏一家七口，是台北市的一戶清寒家庭。父親王明 ( 張鵬飾 ) 以賣水果維生，因車禍過世。獨力撐起家計的母親古秋霞，曾帶著五個孩子回嘉義縣布袋鎮老家，頗得外公 ( 韓甦飾 ) 的疼愛，卻得舅媽 ( 郝曼麗飾 ) 的嫌棄。後來，古秋霞又罹患胃癌末期，將不久人世。五個孩子雖然有外公和王明的老友李金旺 ( 魯直飾 ) 照顧，但外公年事已高，李金旺的收入微薄。古秋霞擔心五個孩子仍無力撫養，只好忍痛把五個孩子分給五個不同的家庭收養。
唸國中的老大秀秀 ( 石安妮飾 ) ，由歸國華僑梁圳山 ( 田豐飾 ) 老夫婦收養，住在台北市天母；老二冬冬 ( 方向中飾 ) ，由高雄縣美濃鎮製傘業者彭向榮 ( 崔福生飾 ) 夫婦收養；老三彎彎 ( 胡家瑋飾 ) ，由夜店舞女周愛娜 ( 丁也恬飾 ) 收養；老四珮珮 ( 蘇慧倫飾 ) ，被南投縣竹山鎮的客家籍養鴨人家劉榜文 ( 洪流飾 ) 夫婦收養；老么彬彬 ( 溫兆宇飾 ) ，則是由台南富有的食品業企業家葉萬青 ( 吳國良飾 ) 夫婦收養，歸於其子葉煥元 ( 楊岫鳴飾 ) 夫婦名下。
古秋霞原本依劇情安排應在第七集時就身故，但觀眾不要她這麼早死，所以她又多活了二十四集。最後一集中，由大姊秀秀的召集，五個孩子大團圓；認養他們的大人，心中雖有百般不捨，但仍然尊重秀秀的決定。
本劇的續作《星星的故鄉》，敘述本劇五名孩子成年後的故事。

## 影響
《星星知我心》捧紅了之前從無演戲經驗的吳靜嫻，使吳靜嫻獲得電視金鐘獎女演員獎；也捧紅了小彬彬，使小彬彬成為當時最知名的童星；同時，其他四位童星，皆以劇中名而紅，稱其本名或許不熟悉，但稱「秀秀」、「冬冬」、「彎彎」、「佩佩」就眾所皆知了。此外，由於劇情與運鏡技巧，均能讓觀眾感到印象深刻，也讓高雄縣美濃鎮（今高雄市美濃區）從不知名的紙傘事業小鎮，一下子就成為著名的觀光景點。
《星星知我心》造成收視狂潮，且打破以往台灣電視劇播出30集的限制（共播出40集），也激起了老三台以兒童演員拍主戲的現象。中華電視台（華視，今中華電視公司）「以子之矛，攻子之盾」，啟用李烈、邵佩玲主演的連續劇《何處是兒家》對抗《星星知我心》。在《星星知我心》播畢後，接檔的台視連續劇《太陽挑戰》走的也是童星路線。
吳靜嫻在《星星知我心》中飾演的古秋霞，本來被安排在第7集就病逝；不過首集播出後，觀眾紛紛透過去函或電話等方式反映「希望她不要那麼早死」；編劇何曉鐘（梵父）為了順應民意，只好修改原先已寫好的劇本，讓她又多受苦了24集。更早的首集試片會時，一些應邀與會的學者們也認為劇情太過於悲悽，紛紛要求編劇讓罹患絕症的古秋霞痊癒，希望這一家人能夠團聚。古秋霞病逝之日剛好就是華視《何處是兒家》播出第一集的時候，也可算是「壯烈犧牲」。古秋霞在劇中光榮病逝後，吳靜嫻的戲份還沒真正結束，她仍要繼續拍攝回憶片段的情節。

## 得獎紀錄
| 年份   | 頒獎典禮     | 獎項             | 得獎者         | 結果 |
| 1984年 | 第19屆金鐘獎 | 戲劇節目連續劇類 | 《星星知我心》 | 獲獎 |
| 1984年 | 第19屆金鐘獎 | 男演員獎         | 韓甦           | 提名 |
| 1984年 | 第19屆金鐘獎 | 女演員獎         | 吳靜嫻         | 獲獎 |
| 1984年 | 第19屆金鐘獎 | 製作獎           | 林福地         | 提名 |
| 1984年 | 第19屆金鐘獎 | 導播獎           | 林福地、葉超   | 獲獎 |
| 1984年 | 第19屆金鐘獎 | 編劇獎           | 何曉鐘         | 獲獎 |

- 2007年4月28日，台視45周年台慶特別節目《齊天大勝：台視生日快樂》中，《星星知我心》獲頒「超感動賺人熱淚連續劇獎」，由吳靜嫻與小彬彬領獎。

## 相關續作
- 《星星的故鄉》

台視於1984年2月播出的八點檔連續劇，為本劇的續集作品，仍由林福地執導。以本劇中五個孩子長大之後的後續發展為主幹。

## 附註
- 1983年，台視文化公司發行《星星知我心彩色專刊》，版式為菊八開彩色印刷，封面人物為石安妮、方向中、胡家瑋、蘇慧倫、溫兆宇，定價新台幣40元。
- 1984年4月7日22:00－23:30，台視首播吳靜嫻電視專輯《遲來的春天》，台視文化公司製作、林福地導演，以自傳方式介紹吳靜嫻的家居生活及歌唱演藝生涯之點滴，同時以戲劇方式演出吳靜嫻的星路歷程及心路歷程，是吳靜嫻與林福地繼《星星知我心》之後再次合作。[10]
- 1985年，馬來西亞第三電視台選擇播放《星星知我心》，收視率達60%以上[11]。
- 1985年7月，亞洲電視中文台選擇播放《星星知我心》。
- 《星星知我心》主題曲星星知我心，楊英明（筆名「牧童」）作詞，李子恆作曲，蔡幸娟與吳靜嫻合唱，收錄於《蔡幸娟專輯2：街頭上的獨行》（美華德股份有限公司附設有聲出版部1983年8月發行，黑膠唱片編號為CR-7202，卡式錄音帶編號為CS-7202）。插曲念親親，李子恆作詞作曲，吳靜嫻主唱。星星知我心曾經榮獲華視綜藝節目《綜藝100》的排行榜單元〈流行歌曲暢銷排行榜〉評選的「72年第四季金榜」第一名。
- 1989年1月29日，湖南電視台選擇播放《星星知我心》。[12]
- 1998年間，佛光衛視（今人間衛視）重播過《星星知我心》幾次。
- 2000年，台視文化公司發行《星星知我心》全套DVD-Video，共20片，每片2集：2000年初次發行只提供國語原音，並有繁體中文字幕；2008年再度發行時，增加台語配音聲道。在中國大陸則是由中新音像出版社出版，廣東飛仕影音有限公司發行（ISRC CN-A68-01-441-00/V.J9）。
- 2008年3月24日，台視以《星星知我心》名義與兒童福利聯盟文教基金會合辦網路活動〈從星出發 邀您關懷〉，為弱勢家庭募款。[13]
- 2018年3月17日，雅言文化創辦人顏擇雅在聯合報系願景工程的專訪中說，台灣的文化地位已經沒落，「以前台灣鄧麗君、鳳飛飛、瓊瑤、古龍等人紅遍星馬，至今大陸總有某處還在重播《星星知我心》；如今台灣沒有文化標竿人物，年輕世代的文化認同焦慮更強」[14][15]。
- 2025年4月9日，「捍衛台灣民主法治與和平安全聲明」發起推動小組舉辦記者會，林福地回憶，當年《星星知我心》橫掃國際市場、在中國大陸出現盜版，時任中華人民共和國主席江澤民乾脆找他去北京市、邀請他拍攝連續劇《廈門新娘》[16]。

童星現況
- 石安妮成年之後，考試進入中國電視公司（中視）新聞部，擔任中視新聞駐美國華盛頓特區記者，與華裔美國人結婚後退出電視圈。1998年，華視綜藝節目《超級星期天》的某一集中[17]，著名單元〈超級任務〉尋找《星星知我心》的五位主要童星，但沒能把石安妮請到攝影棚內，而改以越洋電話讓在紐約的石安妮與在攝影棚內的吳靜嫻能夠互相聯絡。
- 2008年3月，吳靜嫻受訪時表示：飾演老大「秀秀」的石安妮目前在美國從事媒體工作；老二「冬冬」方向中在杭州開餐館；老三「彎彎」胡家瑋從商；老四「珮珮」蘇慧倫則是律師。老五「小彬彬」溫兆宇則表示，他的成就就是擁有兩個小孩。[18]
- 公共電視文化事業基金會有時候還會重播胡家瑋小時候演的《俏如彩蝶飛飛飛》。在裡面她綁著兩根辮子，很可愛，比演彎彎的時候還小；後來再看到她，已經是十八歲了，演出寇世勳主演的中視連續劇《那一年，我們都很酷》；她後來息影，與家人從事海產生意，婚後育有一子，台灣、日本兩頭跑。
- 蘇慧倫，台大法律系畢業，後來到國外繼續深造，在紐約從事商務律師工作。
- 溫兆宇在2007年回到新竹老家幫忙打理家族經營的客家菜餐廳，偶爾還拍戲。2001年，他演出公視《汪洋中的一條船》，飾演少年時期的鄭豐喜。
- 石安妮1983年時才十五歲，但那時的她已經很希望擺脫童星的印象；不料，石安妮以中央電影公司發行的電影《魔輪》女主角角逐1983年金馬獎時，評審委員給她的是一座金光閃閃的「童星獎」。站在舞台上領獎時，石安妮感動得泫然欲泣，慌亂地說：「我感謝的話很多，不知道從那裡說起。我愛大家，我好愛大家。」石安妮對她在北一女的同學、中央電影公司總經理明驥與《魔輪》導演王銘燦表達感謝之意，但最要感謝的是她演戲的「啟蒙老師」楊德昌。1982年，石安妮曾以電影《光陰的故事》入圍最佳女配角，但未獲獎。[19]1986年11月，石安妮發行唯一的一張唱片專輯：國語專輯《我心深處》。
- 2010年3月3日，石安妮父親石炳銘發表新書《雲起雲落》，在該書記者會上提到石安妮現況：「她是天生的演員，卻不想演戲，也不想當公眾人物，只願享受居家生活。」「她現在不在台灣，都在美國；本來之前還是中視駐華盛頓特派記者，但做一做又辭職，現在僅接翻譯工作。」「近年來包括中視等很多人找她回來演戲，她都婉拒。你們最好不要找她，她現在只想過著隱姓埋名的日子。」台灣資深藝人凌峰在該場記者會上稱，石家是雲南拉祜族土司世家。[20]

## 外部連結
- 台視《星星知我心》官方網站 （页面存档备份，存于）
- 國家圖書館數位影音服務系統－《星星知我心》首集試片會 （页面存档备份，存于）
- YouTube上的星星知我心 Stars in my mind播放列表 - TTV 台視官方頻道 TTV Official Channel

| 臺灣 台視 每週一至週五 20:00 - 21:00     | 臺灣 台視 每週一至週五 20:00 - 21:00         | 臺灣 台視 每週一至週五 20:00 - 21:00 |
| ---------------------------------------- | -------------------------------------------- | ------------------------------------ |
|                                          | 星星知我心 （1983年8月15日－1983年10月7日）  |                                      |
| 浪子飛鷹 （1983年7月4日－1983年8月12日） | 向太陽挑戰 （1983年10月11日－1983年12月2日） |                                      |